# 福島市立水原小学校
福島市立水原小学校（ふくしましりつ みずはら しょうがっこう）は、福島県福島市にあった公立小学校である。

## 概要
福島市南部の松川地区西部の松川町水原の大部分を通学区域とし、水原地区の中心部、水原川のほとりに位置する。2022年度末で閉校し、福島市立松川小学校と統合された。。

## 沿革
- 1873年6月26日 - 学校創立。後に自治体合併、学制改革を経て信夫郡松川町立水原小学校となる。
- 1966年6月 - 松川町が福島市に編入され、福島市立水原小学校となる。
- 1971年3月31日 - 狼ヶ森分校が廃止される。
- 1979年9月26日 - 現在の南側校舎（RC造三階建）が竣工する。
- 1984年3月5日 - 屋内運動場が竣工する。
- 2023年3月31日 - 福島市立松川小学校と統合され、閉校。

## 教育方針
教育目標

## 学校行事
| - 4月 - 5月 - 6月 | - 7月 - 8月 - 9月 | - 10月 - 11月 - 12月 | - 1月 - 2月 - 3月 |

## 当時の通学区域
- 松川地域
  - 松川町水原

## 当時の進学先中学校
- 福島市立松陵中学校[3]

## 学区 / 校区内の主な施設
- 福島県道52号土湯温泉線
- 福島県道148号水原福島線
- 水原郵便局

## 交通
- JR東日本松川駅より福島交通路線バス狼ヶ森行乗車、水原小学校バス停下車。